# Mystery to Me
Mystery to Me är ett musikalbum av Fleetwood Mac som lanserades 1973 på Reprise Records. Skivan var den sista med gruppen där gitarristen Bob Weston medverkade. Bob Welch och Christine McVie dominerade nästan helt skivan med sina kompositioner. Det var det sista albumet gruppen spelade in i England, innan de från och med nästa album började spela in i Los Angeles. Vid inspelningarna av albumet användes Rolling Stones mobila inspelningsstudio. Den hade även använts på gruppens föregående album, Penguin. Gruppen hade inte haft några större skivsuccér sedan 1970, och även det här albumet blev en marginell framgång.

## Låtlista
(upphovsman inom parentes)
1. "Emerald Eyes" (Bob Welch) - 3:37
2. "Believe Me" (Christine McVie) - 4:06
3. "Just Crazy Love" (C. McVie) - 3:22
4. "Hypnotized" (Welch) - 4:48
5. "Forever" (Bob Weston, John McVie, Welch) - 4:04
6. "Keep on Going" (Welch) - 4:05
7. "The City" (Welch) - 3:35
8. "Miles Away" (Welch) - 3:47
9. "Somebody" (Welch) - 5:00
10. "The Way I Feel" (C. McVie) - 2:46
11. "For Your Love" (Graham Gouldman) - 3:44
12. "Why" (C. McVie) - 4:56

## Listplaceringar
- Billboard 200, USA: #67[1]